# Rotmeer-Anemonenfisch
Der Rotmeer-Anemonenfisch (Amphiprion bicinctus)  lebt in den Korallenriffen des Roten Meeres, des Golfs von Aden und des Chagos-Archipel.
Der Körper des Fisches ist an den Flanken braun, die Unterseite, der Kopf und die Flossen orange. Zwei breite, weißblaue Querstreifen ziehen sich über den Körper, der erste direkt hinter dem Auge, der zweite beginnt in der Mitte der Rückenflosse. Die Rückenflosse hat neun bis zehn Hart- und 15 bis 17 Weichstrahlen, die Afterflosse zwei Hart- und 13 bis 14 Weichstrahlen. Amphiprion bicinctus wird bis zu 14 Zentimeter lang. Er ist schon im Aquarium nachgezüchtet worden.
Die Fische akzeptieren fünf Symbioseanemonenarten als Partner.
- Die Blasenanemone (Entacmaea quadricolor)
- Die Glasperlen-Anemone (Heteractis aurora)
- Die Lederanemone (Heteractis crispa)
- Die Prachtanemone (Heteractis magnifica)
- Die Riesenanemone (Stichodactyla gigantea)